# Athemistus dawsoni
Athemistus dawsoni là một loài bọ cánh cứng trong họ Cerambycidae.